# Oirás
Oirás o San Mamed de Oirás (llamada oficialmente San Mamede das Oiras) es una parroquia española del municipio de Alfoz, en la provincia de Lugo, Galicia.

## Organización territorial
La parroquia está formada por dieciocho entidades de población, constando quince de ellas en el nomenclátor del Instituto Nacional de Estadística español:

### Entidades de población
Entidades de población que forman parte de la parroquia:
- Aguillón
- Airas (As Airas)
- Arriba do Río
- Cabradoiro (O Cabradoiro)
- Iglesia (A Igrexa)
- Insuanova (Insua Nova)
- Leboreiro (O Leboreiro)
- Pazo (O Pazo)
- Penamosqueira (A Pena Mosqueira)
- Rego do Aro
- Río das Donas
- Rúa (A Rúa)
- Rúa de Escourido (A Rúa de Escourido)
- Sisín (Sesín)
- Trabada (A Trabada)
- Xogral (O Xogral)

### Despoblados
Despoblados que forman parte de la parroquia:
- Insuabella (Insua Vella)
- Ribeira (A Ribeira)

## Demografía
| Gráfica de evolución demográfica de Oirás entre 2000 y 2019 |
|                                                             |
| Datos según el nomenclátor publicado por el INE.            |